# Michael von Kuenburg
Michael von Kuenburg (* 10. Oktober 1514; † 17. November 1560) war ein Salzburger Erzbischof und der erste, der den Kampf gegen den Protestantismus zu seiner vorrangigen Aufgabe als Landesfürst machte.

## Abstammung
Kuenburg stammte aus einem alten Kärntner Adelsgeschlecht, das aus Ministerialen der Grafen von Ortenburg hervorgegangen war und sich zuerst nach dem Ort Deinsdorf (Deudorf) (in der Gemeinde Magdalensberg nahe Klagenfurt) nannte. Seit 1388 aber benannte es sich nach der Kuenburg (heute Ruine Khünburg in Südkärnten) von Kuenburg.

## Vor der Wahl zum Erzbischof
Von Kuenburgs Vater war der Pfleger (Richter) auf der Festung Obersachsenburg Christoph II. von Kuenburg. Dieser hatte aus drei Ehen insgesamt neunzehn Kinder. Michael von Kuenburg studierte an der Universität Ingolstadt und wurde 1538 Domherr von Passau. In das Salzburger Domkapitel wurde er im Jahr 1550 aufgenommen. Der designierte Fürsterzbischof Ernst von Bayern entschied sich am 16. Juli 1554 für den Rücktritt. Ernst hatte dem Domkapitel angeraten, möglichst bald die Neuwahl des Erzbischofs zu vollziehen, um Streitigkeiten zu vermeiden. Kaiser Karl V. wollte nämlich den Bischof von Trient Kardinal Christoph von Madruzzo zum neuen Salzburger Landesfürsten wählen lassen, bayrische Gesandte hingegen wollten gemeinsam mit Papst Julius III. den Bischof von Passau Wolfgang Graf von Salm zum Erzbischof ernennen lassen. Das Domkapitel berief sich jedoch auf das freie Wahlrecht und wählte bereits am 21. Juli 1554 Michael von Kuenburg zum neuen Erzbischof. Der Papst bestätigte danach die Wahl und verlieh das Pallium.

## Michael von Kuenburg als Erzbischof
Michael, persönlich ein sittenstrenger und gegenüber den Armen wohltätiger Mann, erwies sich als Gegner der Protestanten und war bereit, die Missstände im katholischen Klerus zu bekämpfen. Michael von Kuenburg gehörte zu den heftigsten Gegnern des Augsburger Religionsfriedens. Der neue Erzbischof ging konsequent an eine Reform des Klerus im Erzstift. In einem scharfen Mandat wies er aber auch die weltlichen Beamten an, allen „Irrlehren“ entgegenzutreten. Eine Berufung von Jesuiten nach Salzburg scheiterte noch am unüberbrückbaren Widerstand des Domkapitels. 
Den Kampf gegen das Luthertum, der schon seinen beiden Vorgängern zu schaffen gemacht hatte, setzte auch von Kuenburg damit konsequent, aber letztlich ohne größeren Erfolg fort. Sein früher Tod verhinderte dabei weitere Initiativen.
Erzbischof Michael von Kuenburg war ein leidenschaftlicher Jäger. Im Herbst 1560 besuchte er Herzog Albrecht V. von Bayern und ging mit diesem auf Wildschweinjagd. Auf der Rückreise nach Salzburg erlitt der beleibte Erzbischof einen Schlaganfall und verstarb Stunden später.